# 神代種亮
神代 種亮（こうじろ たねすけ、1883年（明治16年）6月14日 - 1935年（昭和10年）3月30日）は、日本の校正家。「校正の神様」といわれた。号の帚葉は、誤字を除ける校正業を落葉掃きで譬喩したもの。七松庵とも号す。

## 来歴
石見津和野（現・島根県津和野町）出身。松江師範学校を卒業して教師となる。明治末年に教師を辞めて上京し、大正末年まで海軍大学校図書館に勤務する。そのかたわら、図書館の蔵書を利用して明治文学の研究に没頭する。後に明治文化研究会の一員となる。
1924年11月25日、東京朝日新聞の夕刊で「校正の神様」として紹介される。1930年、「日本校正協会」を設立・主宰し、雑誌「校正往来」を発行する。
1935年3月30日、東京・千駄木の自宅で突然倒れ、そのまま死去。狭心症とも脳障害による卒倒とも言われるが詳細は不明、享年52歳。
永井荷風の『濹東綺譚』の「作後贅言」（いわゆるあとがき）に「神代帚葉翁」（かうじろさうえふ）として、多大の敬意をもってその生涯を回想している。ただし、『断腸亭日乗』中には批判的な記述もあり。